# José Puig Boronat
José Puig y Boronat (Alcoi, 5 d'octubre de 1857 - València, 11 de març de 1927) fou un polític valencià. Fou alcalde de València, diputat i senador a les Corts Espanyoles durant la restauració borbònica.
Estudià dret i filosofia a la Universitat de València. Fou catedràtic d'Història i president de l'Ateneu Científic, Artístic i Literari de València, i el 1884 participà en la Comissió de Reformes Socials reunida a Alcoi.
Ingressà al Partit Liberal Fusionista de la mà de Segismundo Moret y Prendergast, i fou elegit diputat provincial pel districte Mar-Mercat i president de la Diputació de València el 1902. Fou designat alcalde de València a proposta del governador civil Enrique Capriles d'u de gener a 30 de març de 1904, i hagué de dimitir per les desavinences amb els republicans i els liberal-demòcrates d'Eugenio Montero Ríos.
A les eleccions generals espanyoles de 1905 fou elegit diputat pel districte de Sueca i a les eleccions de 1910 ho fou pel de València, amb el suport del Cercle Liberal de València i dels liberal-demòcrates, així com de sectors conservadors, que s'oposaven a la Conjunció Republicano-Socialista, però la coalició que aplegà es trencà quan va vota a favor de la Llei del Candau proposada per José Canalejas y Méndez. El 1916-1917 fou senador per València.